# Sankt Stefan
|  | Sankt Stefan kan også henvise til Stefan 1. af Ungarn. |
Stefanus (græsk: Stephanos, latin: Stephanus eller Sankt Stefan, død ca. 35 e.Kr.) var en kristen diakon, helgen og den første kristne martyr. Han nævnes i Apostlenes Gerninger 6,1-8,3.
Hans helgendag er 26. december, Sankt Stefans Dag (2. juledag).
Stefanus var én af apostlenes første hjælpere og var diakon, der drog særlig omsorg for enker og fattige.
Foruden ... tjenesten ved bordene (ApG 6,2) ... gjorde Stefanus store undere og tegn blandt folket. (ApG 6,8). Derfor pådrog han sig nogle græske jøders vrede, og enden på det blev, at blev han dømt af det jødiske råd og stenet til døde, mens han bad for sine mordere: Herre, tilregn dem ikke denne synd! (ApG 7,54-60).. Én af dem, som var med til at stene Stefanus, var Saulus, den senere Paulus
Sankt Stefan er skytshelgen for heste, kuske, stalddrenge og desuden for stenhuggere, skræddere, vævere og tømrere. Han anråbes ved besættelse, hovedpine og for en salig død.

## Folkelige traditioner
I nordisk tradition er Sankt Stefan blevet forbundet med heste ud fra en folkelig forestilling om, at han havde været stalddreng hos Herodes. Her havde han som den første set Betlehemsstjernen, da han skulle vande kongens heste. Denne folkelige forestilling om Stefan Stalddreng gav sig udslag i forskellige heste-traditioner på hans dag. Fx væddeløb, som blev holdt på landet i Sverige. 
Også i dansk folketradition findes Stefan: i folkevisen "En jomfru ren oprunden er", hvor et af versene omtaler, at han opdager stjernen og underretter Herodes. Der kendes også en folketrosforestilling, om det vigtige i at drive hestene til vanding så tidligt, at de kan "drikke fedt" af vandet. Man forestillede sig, at vandet var nærende Sankt Stefans dags morgen.
I Jylland har man op til nutiden haft traditioner for at lave særlige staldrelaterede løjer på Sankt Stefans dag. Man stod tidligt op og sneg sig ind og mugede ud i naboen stald. Om aftenen lavede man løjer ved at stjæle møgbører, lægge fælder i form af møg op ad døre og i øvrigt stjæle løsøre som havelåger etc. I ældre tid var der forlovelses- og bryllupsridt til kirken. Myten om Stefan Stalddreng har ikke belæg i Bibelen. Derimod er det nok et kristent alibi for at fortsætte meget gamle hedenske hestefester 2. juledag til frugtbarhedsguden Frejs ære.[kilde mangler]